# Кваквала
Кваквала (kwak'wala або kwak̓wala), також відома як квакіутль (kwakiutl), — індіанська вакаська мова, якою розмовляють близько 450 осіб народу кваквакавакв берегами протоки Королеви Шарлотти в Західній Канаді. Вона вплинула на розвиток інших мов Тихоокеанського північного заходу, особливо на неспоріднену сім'ю саліських мов. Кваквала знаходиться під серйозною загрозою зникнення, робляться зусилля для відродження і збереження мови.
Попри відсутність письмових джерел до прибуття європейців, сучасні археологічні та лінгвістичні дані проливають світло на передісторію мови кваквала. Північна і південна гілки вакаської мовної сім'ї розділилися приблизно 2900 років тому. Носії північних вакаських мов, імовірно, розширилися на північ за межі острова Ванкувер, витіснивши саліські мови на материковій частині сучасної провінції Британська Колумбія. Мову кваквала вперше описали християнські місіонери під час колонізації Тихоокеанського північного заходу. У межах своєї політики насильницької культурної асиміляції корінних народів канадський колоніальний уряд став придушувати кваквала та оголосив культуру її носіїв поза законом із кінця ⅩⅨ до середини ⅩⅩ століть. Нині відновленням мови займаються племінні старійшини та ті, хто вивчає кваквала як другу мову.
Кваквала є морфологічно складною полісинтетичною мовою, що рясніє суфіксами, які передають різні значення, як-то спосіб, вид й особу, причому кілька цих значень часто передаються одним єдиним суфіксом. Кваквала має наростки, що позначають підмет, додаток та знаряддя дії усередині речення, а також просторові відносини, включаючи віддаленість і видимість об'єкта висловлювання. Ці приростки також викликають зсув приголосних у корені слів. Мова також фонологічно складна, маючи багате розмаїття приголосних, будучи окремими звуковими одиницями, з фонемами, незвичайними для більшості мов світу.

## Історія

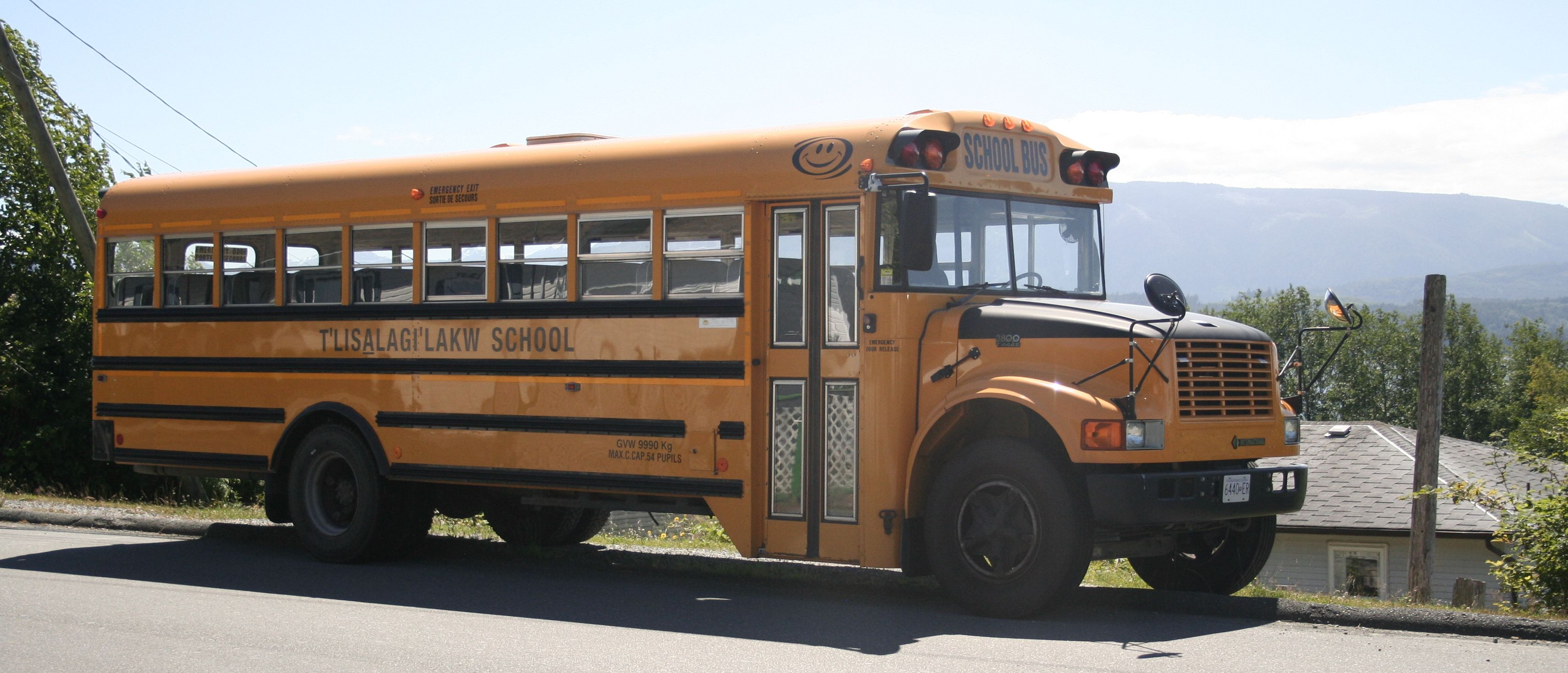
Школа T'lisalagi'lakw біля Алерт-Бей докладає зусиль для відновлення мови кваквала.

Використання кваквала значно скоротилося в ⅩⅨ та ⅩⅩ століттях, в основному через асиміляційну політику канадського уряду і насамперед обов'язкове відвідування дітьми кваквакаваквів англомовних шкіл-інтернатів. Хоча мова кваквала і культура народу кваквакавакв були добре вивчена мовознавцями й антропологами, їхні зусилля не змінили тенденцію, що вела до втрати мови. За словами Ґая Бухгольцера, «антропологічний дискурс надто часто перетворювався на довгий монолог, в якому кваквакаваквам не було чого сказати». Сьогодні є відносно мало мовців кваквалою та більшість з них вже не у віці виховання дітей. Як й у випадку з іншими мовами корінних американських народів, існують значні перешкоди для повноцінного відродження мови.
Останнім часом у рамках низки зусиль щодо відродження було зроблено спроби зупинити втрату мови кваквала. Широку підтримку отримала пропозиція щодо будівництва Центру мовної культури корінних народів для кваквакаваків. У серпні 2021 року в Бонд-Саунді було відкрито культурний табір для молоді «Nawalakw», тобто «Надприродне» мовою кваквала. Мета проєкту — відродити мову і стати місцем, де мовою кваквала вільно говорять представники спільноти різного віку. Огляд зусиль з 1990-х показує, що потенціал для повного відродження кваквала досі є, хоч і зі значними перешкодами. Сьогодні мова викладається в Культурному центрі Уміста (англ. The Uʼmista Cultural Center) в Алерт-Бей, Британська Колумбія. 2012 року Культурний центр Нуюмбаліс на острові Квадра отримав фінансування на встановлення стелажів для показу своєї збірки книг корінних народів для носіїв мови кваквала.
У грудні 2011 року було випущено додаток мовою кваквала для iPhone — онлайн-словник, розмовник та портал для вивчення кваквала веб-проєкту «FirstVoices», спрямований на викладання та архівування мов і культур корінних народів. 2020 року Канадським біблійним товариством було розміщено в мережі біблійні уривки мовою кваквала.
За грошової підтримки канадського неприбуткового підприємства «Mitacs» дослідниці Сара Чайлд і Керолайн Вульф поєднали технології та традиційне викладання корінних народів для ширшого вивчення кваквала. З 2022 року вони прагнуть використовувати програмне забезпечення для озвучування тексту, аби створювати цікавіше вивчення мови кваквала.

## Фонологія
Фонологія мови кваквала проявляє багато рис мовного союзу північно-західного узбережжя, частиною якого вона є. Вона включає велике фонематичне розмаїття з дуже багатим набором контрастних пар приголосних і відносно невеликою кількістю голосних фонем, часте використання середнього голосного /ə/, глоталізованих сонорних приголосних (/mˀ/, /nˀ/, /lˀ/, /jˀ/, /wˀ/), наявність абруптивів в усіх місцях артикуляції (/pʼ/, /tʼ/, /tsʼ/, /tɬʼ/, /kʲʼ/, /kʷʼ/, /qʼ/, /qʷʼ/) та наявність бокових африкатів (/tɬ/, /dɮ/).

### Приголосні
Проривні приголосні у кваквала можуть вимовлятися трьома різними способами залежно від утворюваного мовцем повітряного потоку: глухо, дзвінко і поштовхом. Мова має широку кількість огубленими і неогублених пар задньозикових (/kʷ/, /ɡʷ/, /kʷʼ/, /xʷ/ та /kʲ/, /ɡʲ/, /kʲʼ/, /xʲ/) і язичкових приголосних (/qʷ/, /ɢʷ/, /qʷʼ/, /χʷ/ та /q/, /ɢ/, /qʼ/, /χ/ відповідно). Слід зазначити, що задньозикових приголосних без вторинної артикуляції, тобто «чистих» звуків, немає: усі вони пом'якшені (/◌ʲ/) або огублені (/◌ʷ/). Усі приголосні звуки мови кваквала наведено в наступній таблиці.
|                    |               | Губно-губні | Ясенні | Ясенні   | Ясенні   | Середньо- язикові | Задньоязикові | Задньоязикові | Язичкові | Язичкові | Гортанні |
| серединні          | свистячі      | Губно-губні | бокові | пом'якш. | огублені | Середньо- язикові | прості        | огуб.         |          |          | Гортанні |
| ------------------ | ------------- | ----------- | ------ | -------- | -------- | ----------------- | ------------- | ------------- | -------- | -------- | -------- |
| Проривні/ Африкати | глухі         | p           | t      | ts       | tɬ       |                   | kʲ            | kʷ            | q        | qʷ       | ʔ        |
| Проривні/ Африкати | дзвінкі       | b           | d      | dz       | dɮ       |                   | ɡʲ            | ɡʷ            | ɢ        | ɢʷ       |          |
| Проривні/ Африкати | поштовхові    | pʼ          | tʼ     | tsʼ      | tɬʼ      |                   | kʲʼ           | kʷʼ           | qʼ       | qʷʼ      |          |
| Щілинні            | Щілинні       |             |        | s        | ɬ        |                   | xʲ            | xʷ            | χ        | χʷ       | h        |
| Сонанти            | прості        | m           | n      |          | l        | j                 |               | w             |          |          |          |
| Сонанти            | глоталізовані | mˀ          | nˀ     |          | lˀ       | jˀ                |               | wˀ            |          |          |          |

### Голосні
Голосними звуками кваквала є /a e i o u ə/. Також звуки розрізнюються за довжиною, хоч і не в усіх випадках.

## Говори
Кваквакавакв (kwakwaka'wakw — «мовці кваквала») — етнічна група з декількох племен, що говорять мовою кваквала. Утім кваквала кожного племені часто показує значні говіркові відмінності. Всього виділено чотири основних говорів кваквала: Kwak̓wala, ʼNak̓wala, G̱uc̓ala та T̓łat̓łasik̓wala.

### Лікхвала

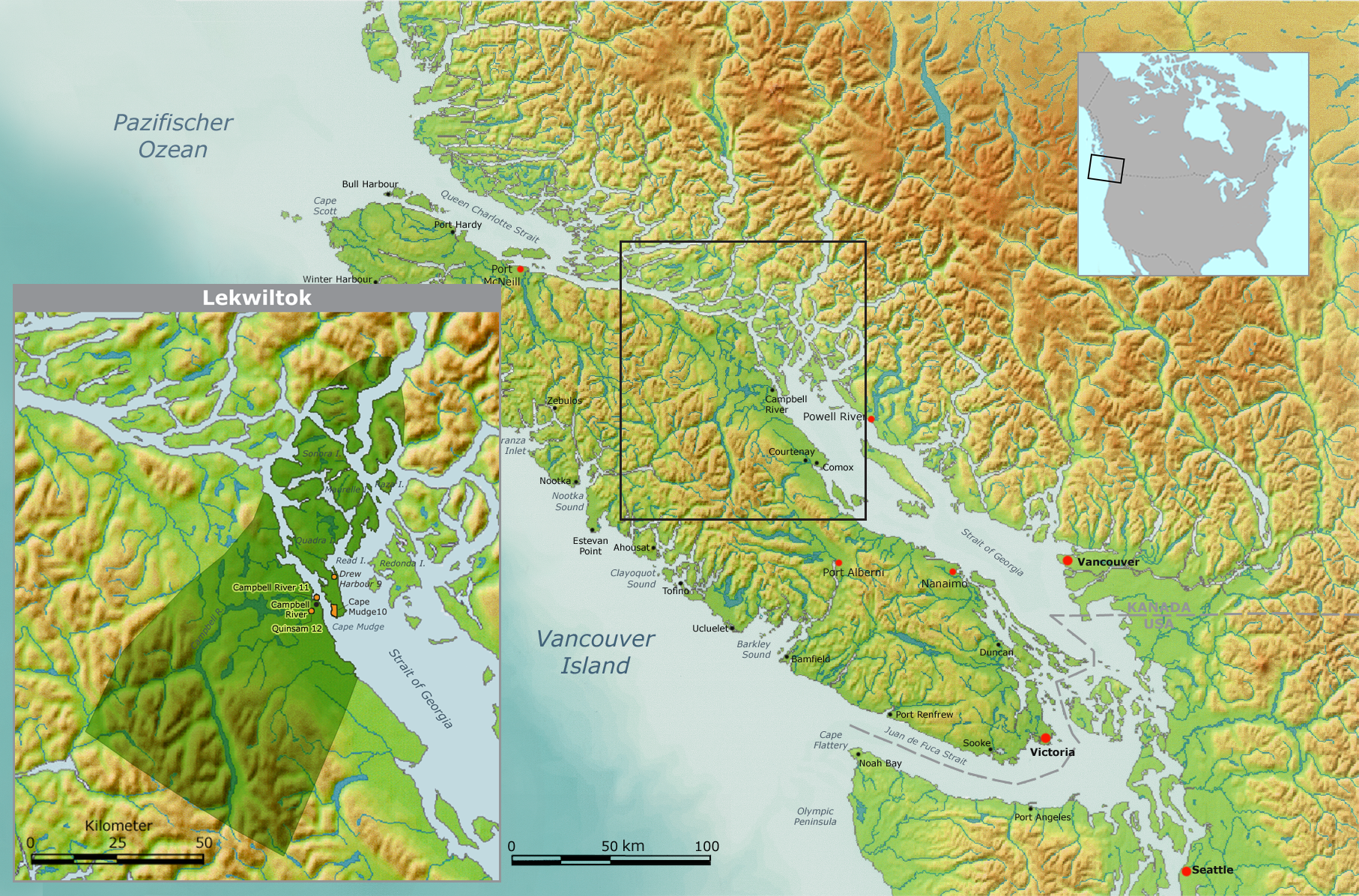
Землі народу ліґвільдахв

Окрім цих говорів, є також племена кваквакавакв, які говорять мовою лікхвала. Залежно від класифікації лікхвала виділяють як говір кваквала, або ж як окрему мову. Стандартна ортографія для лікхвала вельми відрізняється від використовуваної для кваквала.
Лікхвала (записувана як liq'wala, liq̓ʷala або liḵʼwala) знаходиться під загрозою зникнення та нею говорить народ ліґвільдахв (ligwilda'xw) з острова Ванкувер, Британська Колумбія.
2017 року, за словами Лорі Льюїс з Комітету з відродження мови лікхвала, тільки 12 осіб, і всі старші 70, вільно говорили мовою лікхвала. Того ж року газета «Mirror» міста Кемпбелл-Ривер повідомила, що буде зроблено спробу навчити говорові в рамках пілотної програми занурення у лікхвала.

Льюїс каже, що вони вже мають програму «наставник-учень», за якою старійшина, що вільно говорить лікхвала, працює віч-на-віч з кваліфікованим учителем протягом 300 годин, і вона впевнена, що разом цей старійшина і вчитель можуть створити трирічну пілотну програму, яка забезпечить програму повного занурення. «Нам просто потрібно три роки, щоб навчити когось вільно говорити, аби ми могли зберегти нашу мову, — каже Льюїс, — і я хочу обговорити, як ми можемо це втілити. Ми віримо, що зробимо це.»
Оригінальний текст (англ.)
Lewis says they already have a mentor-apprentice program where a fluent elder works one-on-one with a qualified teacher for 300 hours, and between that elder and teacher, she is confident they could create a three-year pilot program that would provide a full immersion program. “We just want three years to make some fluent speakers so we can save our language,” Lewis says, “and I want to have the conversation about how we can do that. We believe we can do it.”

#### Фонологія лікхвала
На відміну від кваквала задньозикові приголосні лікхвала не піддаються пом'якшенню, а також з'являються середньоязикові проривні звуки.
|                    |               | Губно-губні | Ясенні | Ясенні | Ясенні | Середньо- язикові | Задньоязикові | Задньоязикові | Язичкові | Язичкові | Гортанні |
| серединні          | свистячі      | Губно-губні | бокові | прості | огуб.  | Середньо- язикові | прості        | огуб.         |          |          | Гортанні |
| ------------------ | ------------- | ----------- | ------ | ------ | ------ | ----------------- | ------------- | ------------- | -------- | -------- | -------- |
| Проривні/ Африкати | глухі         | p           | t      | ts     | tɬ     | c                 | k             | kʷ            | q        | qʷ       | ʔ        |
| Проривні/ Африкати | дзвінкі       | b           | d      | dz     | dɮ     |                   | ɡ             | ɡʷ            | ɢ        | ɢʷ       | ʔ        |
| Проривні/ Африкати | поштовхові    | pʼ          | tʼ     | tsʼ    | tɬʼ    | cʼ                | kʼ            | kʷʼ           | qʼ       | qʷʼ      | ʔ        |
| Щілинні            | Щілинні       |             |        | s      | ɬ      |                   | x             | xʷ            | χ        | χʷ       | h        |
| Сонанти            | прості        | m           | n      |        | l      | j                 |               | w             |          |          |          |
| Сонанти            | глоталізовані | mˀ          | nˀ     |        | lˀ     | jˀ                |               | wˀ            |          |          |          |

|             | Передні | Середні | Задні |
| ----------- | ------- | ------- | ----- |
| Високі      | i       |         | u     |
| Високо-сер. | e       |         | o     |
| Cередні     |         | ə       |       |
| Низькі      | a       |         |       |